# Mythe idéologique
Un mythe idéologique est un lieu commun erroné, tenu comme une évidence dans l'espace public, et qui sert à légitimer des pratiques. Ce concept est notamment utilisé par des courants marxistes et par Immanuel Wallerstein.

## Concept

### Chez Wallerstein
Immanuel Wallerstein considère, dans Le capitalisme historique, que le monde libéral moderne est traversé par deux grands mythes idéologiques : l'autonomie du marché par rapport à l'État, et la souveraineté (voir Souveraineté en philosophie).

### Chez Brunel
Pierre Brunel et André Siganos revisitent le concept de mythe idéologique dans Le Minotaure et son mythe. Ils écrivent que « ce ne sont plus les dieux mais les idées qui guident les mouvements du réel ».

### Chez Zizek
Slavoj Žižek réutilise le terme d'une manière similaire à celle de Wallerstein. Dans une perspective marxiste, l'idéologie est un corpus d'idées créé par la classe dominante pour se légitimer et légitimer ses intérêts. Le mythe idéologique est, pour lui, une production bourgeoise qui permet d'expliquer la genèse du capitalisme.